# Pedra Furada
Pedra Furada è un sito archeologico preistorico ricavato in un riparo sotto roccia nelle arenarie Siluro-devoniane dello Stato del Piauí, Nordeste del Brasile, in quello che ora è il Parco nazionale Serra da Capivara dove, dal 1974 furono scoperti oltre 1.200 siti dall'équipe dell'archeologa brasiliana Niède Guidon. Nel sito della Pedra Furada vi sono oltre 900 pitture rupestri risalenti datate tra 11.000 e 5.000 anni fa. Lo scavo è stato condotto da Niéde Guidon (1978-1987), per il 35% della superficie, e da Fabio Parenti (1987-1988) per la porzione rimanente. Un piccolo blocco-testimone rimane a disposizione degli studiosi. La sequenza stratigrafica è spessa 5,5 m ed è composta di sedimenti sabbiosi e ghiaie derivanti dallo smantellamento del tetto del riparo. Le 54 datazioni radiocarboniche sono comprese tra 60.000 (limite del metodo) e 5.000 anni da oggi.
Il riempimento contiene 158 tra focolari e strutture archeologiche, di cui 87 negli strati del Pleistocene finale. Le industrie litiche sono ricavate da ciottoli di quarzo presenti in loco e da blocchetti di selce provenienti dai vicini affioramenti carbonatici. L'origine antropica delle industrie degli strati pleistocenici è oggetto di controversia ed è contestata da molti archeologi, perlopiù statunitensi.
A causa della forte acidità del sedimento, ricco di silice, non si sono conservati resti organici più antichi di 6.000 anni, ciò che rende impossibile conoscere le faune accompagnanti i reperti archeologici. Sono stati tuttavia datati e studiati molti coproliti umani, che hanno fornito utili indicazioni sulla paleobotanica della zona nell'Olocene medio.
La controversia principale riguarda l'origine antropica dei manufatti e dei focolari dei livelli pleistocenici.
La monografia che descrive dettagliatamente il sito, la sua geologia, i manufatti e le strutture rinvenute è un libro di Fabio Parenti,, cui si rimanda per approfondimenti.
Il sito della Pedra Furada, con le sue datazioni molto antiche, è uno dei giacimenti più discussi della preistoria mondiale anche perché obbliga a una radicale revisione del modello "Clovis first" relativo al popolamento delle Americhe, secondo il quale si postula che i primi gruppi a giungere nel nuovo mondo furono i portatori delle industrie a cuspidi bifacciali dette di Clovis, non più vecchie del 13000 anni fa.